# Jouy-sur-Eure
Jouy-sur-Eure là một xã thuộc tỉnh Eure trong vùng Normandie miền bắc nước Pháp.